# Peter Dzúrik
Peter Dzúrik, né le 29 décembre 1968 à Košice (Tchécoslovaquie) et mort le 9 septembre 2010 à Bratislava (Slovaquie), était un footballeur international slovaque, qui a évolué au poste de défenseur dans des clubs slovaques et en équipe de Slovaquie. Il a aussi été entraîneur de football, principalement en équipes de jeunes.
Il meurt à 41 ans des suites d'une tumeur au cerveau.

## Palmarès

### Avec le Chemlon Humenné
- Vainqueur de la Coupe de Slovaquie en 1996.

### Avec le 1. FC Košice
- Vainqueur du Championnat de Slovaquie en 1997 et 1998.
- Vainqueur de la Supercoupe de Slovaquie en 1997

### Avec l'Inter Bratislava
- Vainqueur du Championnat de Slovaquie en 2001.
- Vainqueur de la Coupe de Slovaquie en 2001.

### Avec le Dukla Banská Bystrica
- Vainqueur de la Coupe de Slovaquie en 2005.